# 1월 11일
1월 11일은 그레고리력으로 11번째(윤년일 경우도 11번째) 날에 해당한다.

## 사건
- 532년 - 니카 반란: 콘스탄티노폴리스의 히포드롬(Hippodrome)에서 벌어진 전차경기가 끝난 후 청색당과 녹색당이 서로 충돌, 관중들이 경기장을 뛰쳐나와 폭동을 일으키다.
- 1055년 - 비잔티움의 공동 여제 테오도라가 여제(Empress)의 지위에 오르다.
- 1569년 - 영국에서 처음으로 엘리자베스 1세 여왕의 공식적 인가를 받은 복권이 발행되다.
- 1683년 - 이탈리아 시칠리아섬의 에트나 화산 폭발. 6만여 명 사망.
- 1693년 - 강력한 지진이 시칠리아와 몰타를 파괴하다.
- 1759년 - 미국 최초의 생명보험 회사가 필라델피아에서 설립되다.
- 1851년 - 홍수전, 태평천국 수립 선언
- 1890년 - 영국 정부가 포르투갈에 모잠비크와 앙골라 사이의 거대한 영토에서 군대를 철수하라는 최후통첩을 전달했다.
- 1964년 - 흡연의 유해성에 관한 최초의 보고서 발표.
- 1985년 - 양강교 버스 추락 사고로 39명의 사상자 발생되었다.
- 2022년 - 광주 화정 아이파크 외벽 붕괴 사고가 발생했다.

## 문화
- 1914년 - 대한민국의 호남선이 개통하다.
- 2011년 - 중화인민공화국 최초의 스텔스 전투기인 청두 J-20이 시험 비행에 성공했다.

## 탄생
- 347년 - 로마 제국의 황제 테오도시우스 1세. (~395년)
- 1322년 - 일본 남북조 시대 북조의 제2대 천황 고묘 천황 (~1380년)
- 1758년 - 프랑스의 정치인 프랑수아 루이 부르동. (~1797년)
- 1842년 - 미국의 철학자, 심리학자 윌리엄 제임스. (~1910년)
- 1858년 - 대한제국의 무신, 군인, 정치인 이두황. (~1916년)
- 1890년 - 일제강점기와 대한민국의 군인 백홍석. (~1960년)
- 1901년 - 대한민국의 독립운동가 권기옥. (~1988년)
- 1911년 - 일본의 정치가, 총리 대신 스즈키 젠코. (~2004년)
- 1912년 - 북한의 연극배우 황철. (~1961년)
- 1924년
  - 대한민국의 경찰 출신 정치인 곽영주. (~1961년)
  - 프랑스 태생 미국의 생리학자 로제 기유맹. (~2024년)
- 1933년 - 일본의 배우 오카다 마리코.
- 1934년
  - 캐나다의 총리 장 크레티앵.
  - 스웨덴의 배우, 작가 스벤 볼테르. (~2020년)
- 1935년 - 대한민국의 정치인 이영호. (~1994년)
- 1936년 - 일본의 축구인 와타나베 마사시. (~1995년)
- 1941년
  - 대한민국의 기업인 이중근.
  - 일본의 배우 오오이데 슌.
- 1945년 - 대한민국의 정치인 이재오.
- 1946년 - 대한민국의 교육인 이현구
- 1948년 - 대한민국의 배우 백찬기.
- 1949년 - 대한민국의 정치인 조재환.
- 1952년
  - 대한민국의 정치인, 제45대 국무총리 이낙연.
  - 대한민국의 작가, 사회기관단체인 김영식.
- 1957년 - 잉글랜드이 전 축구 선수, 축구 감독 브라이언 롭슨.
- 1959년
  - 사우디아리비아의 전직 축구 선수 마제드 압둘라.
  - 일본의 외교관 오카 히로시.
- 1960년 - 대한민국의 금융인 나재철.
- 1961년 - 합스부르크 가문의 수장 카를 폰 합스부르크로트링겐.
- 1963년
  - 대한민국의 정치인 김태흠.
  - 대한민국의 성우 김옥경.
- 1965년 - 이탈리아의 유도 선수 조르조 비스마라.
- 1968년 - 독일의 화학자 베냐민 리스트.
- 1969년
  - 일본의 성우 히카미 쿄코.
  - 미국의 배우 카일 리처즈.
- 1970년 - 이탈리아의 사격 선수 조반니 펠리엘로.
- 1971년
  - 미국의 가수 메리 J. 블라이즈.
  - 대한민국의 정치인 김동성.
- 1972년 - 미국의 배우 어맨다 피트.
- 1973년 - 일본의 배우 후카츠 에리.
- 1974년 - 대한민국의 배우 민영기.
- 1976년 - 대한민국의 드럼연주가 오천기.
- 1977년
  - 일본의 가수, 배우 마츠오카 마사히로 (TOKIO).
  - 미국의 전 야구 선수 릭 거톰슨.
  - 미국의 배우 데빈 라트레이.
- 1978년 - 영국의 축구 선수 에밀 헤스키.
- 1979년
  - 대한민국의 요리사 박세진.
  - 말레아시아의 가수 시티 누르할리자.
- 1980년
  - 대한민국의 가수 이지혜 (샵).
  - 대한민국의 태권도 선수, 지도자 정재은.
- 1981년
  - 대한민국의 기업인 유지곤.
  - 대한민국의 배우 서우진.
  - 대한민국의 가야금 연주자 이슬기.
- 1982년
  - 대한민국의 배우 손예진.
  - 이란의 축구 선수 모함마드 노스라티.
- 1983년
  - 대한민국의 성우 백경훈.
  - 대한민국의 가수 길정화.
  - 오스트레일리아의 축구 선수 맷 매케이.
- 1984년
  - 대한민국의 배우 김시운.
  - 미국의 프로그래머 맷 멀런웨그.
  - 대한민국의 PD 박지혜.
- 1985년
  - 대한민국의 래퍼 제이켠.
  - 일본의 가수 리에 후.
- 1986년 - 대한민국의 가수 애리. (오로라)
- 1987년
  - 대한민국의 모델, 배우 김영광.
  - 영국의 축구 선수 제이미 바디.
- 1988년
  - 대한민국의 야구 선수 최승준.
  - 중국의 가수 준준 (모닝구무스메).
  - 일본의 모델 겸 배우 오타 리나.
- 1989년
  - 대한민국의 야구 선수 고종욱.
  - 대한민국의 배우 하정민.
  - 대한민국의 축구 선수 김진솔.
  - 대한민국의 배우 안성봉.
  - 대한민국의 배우 유일 (서프라이즈).
  - 일본의 배우 진 유키.
- 1990년 - 대한민국의 영화스탭 최재윤.
- 1991년
  - 일본의 프로 야구 선수 나카시마 다쿠야.
  - 대한민국의 가수 진영.
- 1992년
  - 대한민국의 래퍼 이승훈 (위너).
  - 스페인의 축구 선수 다니 카르바할.
  - 대한민국의 가수 정동환.
- 1993년
  - 대한민국의 배우 권세은.
  - 대한민국의 바둑 기사 박정환.
  - 잉글랜드의 축구 선수 마이클 킨.
- 1994년
  - 대한민국의 카바디 선수 우희준.
  - 대한민국의 가수 서아.
- 1995년 - 대한민국의 축구 선수 김종석.
- 1996년 - 독일의 축구 선수 리로이 자네.
- 1997년
  - 대한민국의 전직 스타크래프트 프로게이머 이승현.
  - 대한민국의 야구 선수 구본혁.
  - 쿠바의 권투 선수 호아니스 아르힐라고스.
- 1999년
  - 대한민국의 배우 손보승.
  - 대한민국의 바둑 기사 신민준.
  - 대한민국의 가수 유용하.
  - 대한민국의 배우 양현모.
- 2000년
  - 대한민국의 가수 이석철 (더 이스트라이트).
  - 대한민국의 가수 겸 배우 이채연
- 2001년 - 대한민국의 가수 가현.
- 2002년 - 대한민국의 가수 서기.
- 2004년 - 대한민국의 가수 예원.
- 2007년 - 대한민국의 배우, 가수 리원.

## 사망
- 537년 - 제58대 로마의 교황 교황 실베리오. (?~)
- 705년 - 제85대 로마의 교황 교황 요한 6세. (655년~)
- 1891년 - 프랑스의 도시계획가 조르주외젠 오스만. (1809년~)
- 1969년 - 독일의 사회학자 레오폴트 폰 비제. (1876년~)
- 1983년 - 대한민국의 바둑 기사 정창현. (1938년~)
- 2000년 - 미국의 야구 선수 밥 레몬. (1920년~)
- 2006년 - 대한민국의 군인 최영희. (1921년~)
- 2008년 - 뉴질랜드의 산악인 에드먼드 힐러리. (1919년~)
- 2010년
  - 네덜란드의 시민 미프 히스. (1909년~)
  - 프랑스의 영화 감독 에릭 로메르. (1920년~)
- 2011년 - 대한민국의 변호사 이돈명. (1922년~)
- 2014년 - 이스라엘의 제11대 총리 아리엘 샤론. (1928년~)
- 2017년 - 사라왁의 제5대 총리 아데난 사템. (1944년~)
- 2018년 - 대한민국의 의사 박부남. (1931년~)
- 2019년 - 영국의 수학자 마이클 아티야. (1929년~)
- 2020년 - 대한민국의 기업인 임택근. (1932년~)
- 2021년
  - 대한민국의 화가 공성훈. (1965년~)
  - 대한민국의 정치인 이환의. (1931년~)
  - 미국의 기업인 셸던 애덜슨. (1933년~)
- 2022년
  - 대한민국의 법관 윤성근. (1959년~)
  - 터키의 축구 선수 아흐메트 일마즈 찰리크. (1994년~)
- 2023년
  - 우즈베크 소비에트 사회주의 공화국의 정치인 라피크 니쇼노프. (1926년~)
  - 바시키르 공화국의 무르타자 라히모프. (1934년~)
  - 미국의 영화배우 캐롤 쿡. (1924년~)
  - 독일의 영화배우 타탸나 파티츠. (1966년~)
- 2024년
  - 조선민주주의인민공화국의 정치인 김경옥. (1930년~)
  - 대한민국의 공학자 서정욱. (1934년~)

## 기념일
- 카가미 비라키(鏡開き): 새해를 축하하기 위해서 장식한 카가미모치(鏡餠, 거울떡)를 먹는 날, 일본

## 같이 보기
- 전날: 1월 10일 다음날: 1월 12일 - 전달: 12월 11일 다음달: 2월 11일
- 음력: 1월 11일
- 모두 보기